# 韓和甲
韓 和甲（ハン・ファガプ、朝鮮語: 한화갑、1939年2月1日 - ）は、大韓民国の政治家。第14・15・16・17代韓国国会議員。金大中の側近で「リトルDJ」とも言われ、いくつかの民主党系政党の党首を務めたことがある。また、権魯甲と共に「両甲」と呼ばれる。
本貫は清州韓氏。号は牛村（ウチョン、우촌）。外交官・元駐ハンガリー大使の韓和吉は弟。外交官の韓宇容は甥、医学者・国会議員の韓智雅は姪。

## 経歴
日本統治時代の全羅南道務安郡（現・全羅南道新安郡）都草面牛耳島出身。木浦高等学校、ソウル大学校文理科大学外交学科卒。ベルリン自由大学修学、延世大学校大学院高位政策者課程修了、韓国航空大学校航空産業経営大学院修了。韓国内外問題研究会専門委員、金大中の公報秘書、平和民主党創党発起人・政策研究室長・国際委員会副委員長、国会政策研究委員、新民党・民主党国際委員会副委員長、民主党党務委員、新政治国民会議全羅南道支部長・党務委員・院内総務・事務総長・総裁特別補佐団長、亜太民主指導者会議理事、国会運営委員会委員長・統一外交通商委員会委員、慶熙大学校言論政策大学院兼任教授、第5代韓国棋院総裁、アジア・アメリカ政策フォーラム常任共同議長、梅軒奨学会理事、新千年民主党最高委員・代表最高委員・常任顧問・非常対策委員会委員長・代表、韓日議員連盟顧問、民主党代表、平和民主党代表を務めた。

## 不祥事
民主党代表退任後の2004年2月、2002年の大統領選挙の候補を選出する党内予備選挙の際にSKグループなど複数の企業から10億ウォン台の違法な政治資金を受け取った政治資金法違反の疑いでソウル地方法院により逮捕状が出された。ただし、逮捕に行った検察官たちは汝矣島の民主党本部ビルでは大勢の党員の阻止に遭い、結局令状が執行できず、逮捕が失敗した。
2006年12月、大法院が懲役10か月、執行猶予2年、追徴金10億ウォンを言い渡した。これにより、民主党代表である韓は5年間の被選挙権が停止され、国会議員を失職したほか、政党法に基づく党員資格も停止されたため、張裳は新たに民主党を率いることになった。

## エピソード
2002年の大統領選挙の前は民主党の代表を務めたが、党にお金を出さない同党の盧武鉉候補と選挙資金の拠出の問題について激しい口論をした後、韓は盧武鉉と反目した。盧武鉉も侮辱を受けたと感じ、候補を取りやめる意思を当時の大統領選挙企画団長の文喜相に言った。なお、この確執により、2004年の韓に対する逮捕・起訴事件のとき、秋美愛・金景梓ら民主党側の幹部は「盧武鉉政府による政治工作」「盧武鉉こそが巨額なお金を受け取った」などと批判し、韓本人も「盧大統領が（第17代総）選挙を前に手段と方法を選ばない。彼らの宣伝術はナチスを連想させる」などと非難した。
朴槿恵政権樹立前に韓光玉・金景梓ら東橋洞系の長老と共に朴槿恵への支持を表明した。
2020年の第21代総選挙前のインタビューで与野党を共に批判し、「陣営の論理」「ファンダム政治」が盛んで「金大中の精神」は既に消失したと言った。
地元の務安空港に「韓和甲空港」というあだ名がある。